# Miho Shinoda
Pour les articles homonymes, voir Shinoda.
Miho Shinoda (信田美帆, Shinoda Miho, née le 18 mai 1972 à Tachikawa (Tokyo), Japon),  est une ex-gymnaste de haut niveau japonaise, et une ex-chanteuse en 1999 et 2000 avec le groupe Taiyo to Ciscomoon, au sein du Hello! Project dont elle fut la doyenne.

## Biographie
Miho Shinoda se fait connaitre au Japon à la fin des années 1980 en tant que gymnaste de haut niveau participant à 16 ans aux Jeux olympiques de Séoul en 1988. Elle commence une seconde carrière de chanteuse en rejoignant en 1999 après une audition télévisée le groupe du Hello! Project Taiyo to Ciscomoon, renommé T&C Bomber l'année suivante, et participe au groupe temporaire Akagumi 4 en 2000. Elle quitte le H!P à la séparation de son groupe fin 2000, et tourne dans un film d'action pour le marché vidéo aux côtés de Cutie Suzuki en 2001 (女囚Ｋ 濡れた過去の女たち). Elle se reconvertit ensuite en tant qu'entraineur professionnel de gymnastique artistique féminine, commentant pour la télévision japonaise les compétitions de ce sport aux Jeux olympiques d'été de 2004. Taiyo to Ciscomoon se reforme provisoirement en 2009 pour une série de concerts.